# Bretonnières
Bretonnières är en ort och kommun i distriktet Jura-Nord vaudois i kantonen Vaud, Schweiz. Kommunen har 259 invånare (2023).